# Tlaltetela (municipalité)
La municipalité de Tlaltetela est l'une des 212 municipalités de l'État de Veracruz, et est située dans la partie centrale de cet État. Elle prend appui sur les piémonts et les contreforts de la chaîne de montagnes de la Sierra Madre orientale, et se trouve dans le bassin versant du fleuve Río Antigua, qui la borde au nord, tandis que des rivières tributaires de ce fleuve la traversent. Elle est limitrophe en ses confins sud-ouest de l'État de Puebla. Son chef-lieu est la ville éponyme de Tlaltetela. Elle dépend de la région administrative de Las Montañas, qui est une des 10 subdivisions administratives de l'État de Veracruz.

## Géographie
De forme irrégulière, la municipalité de Tlaltetela s'étend d'ouest en est dans le bassin versant du fleuve Río Antigua, en enserrant pour partie au sud les municipalités de Tenampa et Totutla. Elle est limitée au nord par le fleuve Río Antigua, qui prend ici le nom de Río Los Pescados, et au sud par la rivière Río Xopilapa, affluente de la rivière Santa María, qui un des principaux tributaires du Río Antigua. D'autres rivières appartenant au même bassin versant la traversent, tels que les ríos Tlatetela et Tecomatla dans les parties nord et nord-ouest de son territoire. D'une altitude oscillant entre 100 et 1600 mètres, elle se développe sur les piémonts, puis sur les contreforts de la chaîne de montagnes de la Sierra Madre orientale. Son chef-lieu, la ville éponyme de Tlaltetela, se situe dans la partie occidentale de son territoire. Ce territoire couvre une superficie de 278,5 km2, et était peuplé en 2015 de 15 818 habitants, pour une densité de 56,8 km2.
La municipalité est limitrophe au nord et à l'ouest de celles d'Apazapan, de Jalcomulco, de Coatepec, de Teocelo, de Cosautlán de Carvajal, et, dans l'État de Puebla, de celle de Chichiquila. Elle est limitrophe au sud, à nouveau dans l'État de Veracruz, de celles de Totutla, de Tenampa et de Puente Nacional.

## Composition et démographie
La municipalité était composée en 2015 de 48 localités, dont une seule était considérée comme urbaine, les autres étant rurales.
| Localité            | Population |
| ------------------- | ---------- |
| Tlaltetela          | 4528       |
| Ohuapan             | 1666       |
| Monte Chico         | 845        |
| Pinillo             | 792        |
| Poxtla              | 554        |
| Reste des localités | 6228       |
| Total population    | 14 613     |

En plus de l'espagnol, plusieurs langues amérindiennes sont parlées dans la municipalité, dont les principales sont par ordre d'importance : le nahuatl et le mazatèque.

## Histoire
En 1926, la municipalité se nommait Axocuapan, et ne prendra son nom actuel de Tlaltetela qu'en 1979.
En 1927, la municipalité adhère à la "Liga de Comunidades Agrarias" (Ligue des communautés agraires) de l'État de Veracruz.

## Économie

### Agriculture et élevage
La superficie des parcelles semées représentait en 2019 une surface totale de 8207 hectares, parmi lesquels 3910 hectares étaient voués à la culture du caféier, 2620 hectares étaient voués à la culture de la canne à sucre, et 1130 hectares étaient voués à celle du maïs.
En 2019, la production de viande par tonnes comprenait 142 tonnes de viande bovine, 292,1 tonnes de viande porcine, 4,8 tonnes de viande ovine, 0,5 tonne de viande caprine, 1208,7 tonnes de volailles, et 3,6 tonnes de dinde. La superficie vouée à l'élevage représentait alors 9291 hectares.